# Antikvarisk-topografiska arkivet

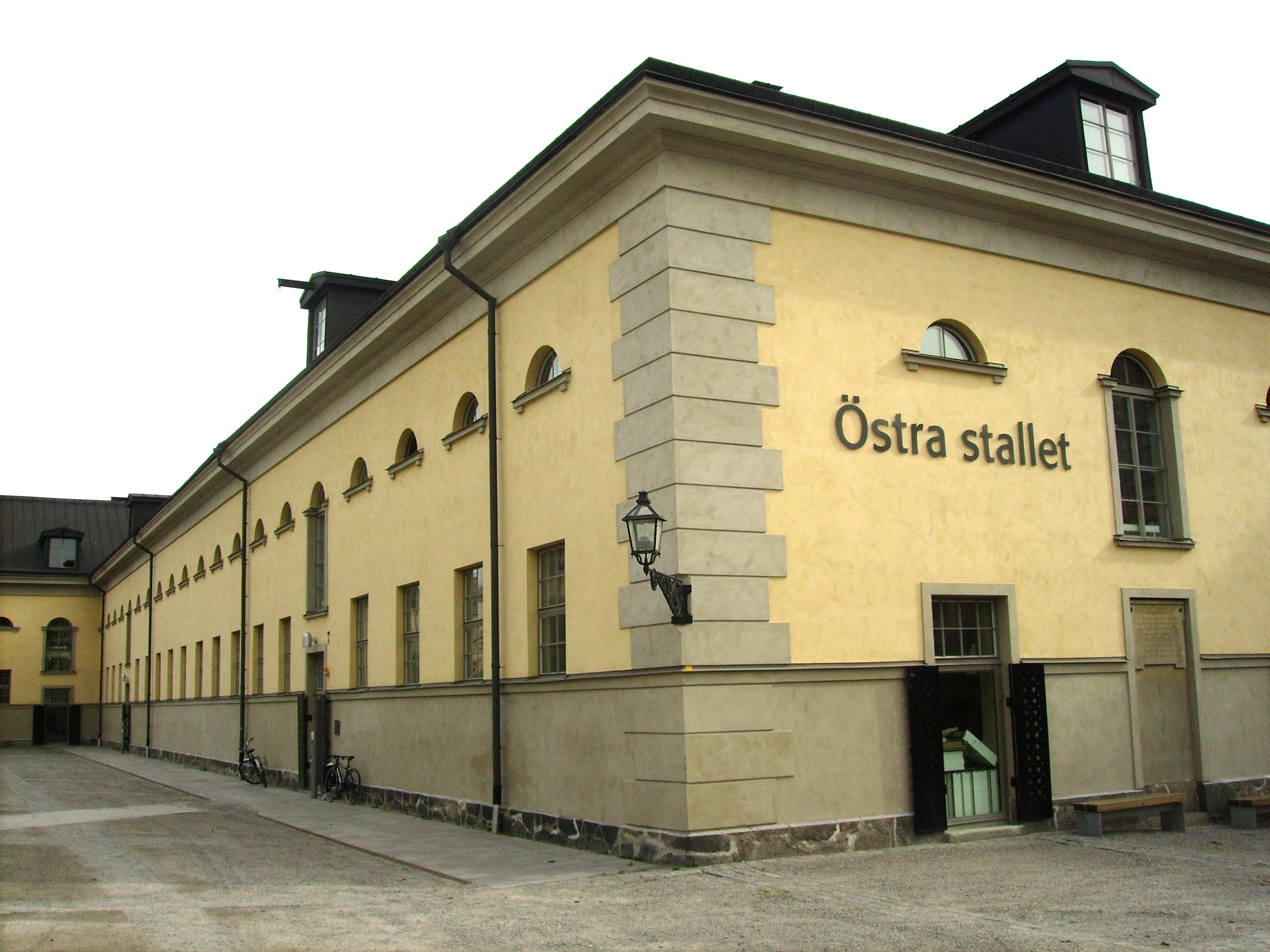
Östra stallet i Kvarteret Krubban. Entré: första dörren på långsidan.

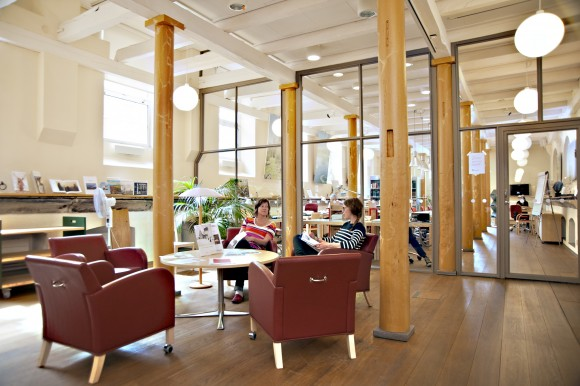
Informationstorget i Östra stallet med läsesal för Antikvarisk-topografiska arkivet och Vitterhetsakademiens bibliotek på Riksantikvarieämbetet

Antikvarisk-topografiska arkivet (ATA) i Stockholm ingår i Riksantikvarieämbetet och bevarar handlingarna från Riksantikvarieämbetet och detta verks föregångare sedan 1666. ATA bildar tillsammans med Vitterhetsakademiens bibliotek Riksantikvarieämbetets informationstorg i Östra stallet, på Storgatan 43 i Stockholm.

## Verksamhet
ATA är benämningen på Riksantikvarieämbetets arkivverksamhet. Förutom det nuvarande myndighetsarkivet förvaltar även ATA arkiven från föregångarna till dagens myndighet, så som den gamla myndigheten Riksantikvarieämbetet och Statens historiska museum som existerade fram till delningen 1998, och dess föregångare tillbaka till 1600-talet. Ämbetsarkiven består av de handlingar - skrivelser, teckningar, ritningar, fotografier m.m. som RAÄ och dess föregångare upprättat i tjänsten eller som kommit in till myndigheten som tjänsteärenden. Det betyder att ämbetsarkivet speglar den antikvariska centralorganisationens skilda arbetsuppgifter under mer än 300 år. ATA innehåller också arkiv, samlingar och enstaka handskrifter, som inte är ett resultat av myndighetsutövningen. De har för det mesta förvärvats från enskilda personer, men även några föreningsarkiv och gårdsarkiv ingår i ATA:s samlingar.
De topografiska dossiererna, också kallad den topografiska serien, lades upp år 1880 av riksantikvarien Hans Hildebrand och i dessa arkivläggs fortfarande en del av RAÄ:s ärenden. Serien är upplagd efter landskap och socken eller stad. Här återfinns alla slags skrivna handlingar rörande arkeologiska fynd och utgrävningar, ombyggnader av kyrkor och byggnadsminnen, konservering av byggnadsdetaljer och föremål med mera. För äldre tider finns även enstaka etnologiska och andra inventeringar. Dossiererna består av många slags ärenden som verket haft befattning med, från rent administrativa eller ekonomiska frågor till undersökningsrapporter och inventeringar. Till denna serie finns även ritningar och fotografier knutna, även om de är förvarade i separata serier.
Cirka 200 000 publika fotografier ur arkivets bildsamlingar är digitaliserade, sökbara och nedladdningsbara.
ATA nyttjas av privatpersoner, studenter, forskare och tjänstemän som är intresserade av arkeologi, konst- och byggnadshistoria, numismatik och kulturmiljövård.